# Jerónimo de San José
Fray Gerónimo o Jerónimo de San José, nacido Jerónimo (de) Ezquerra y (de) Rozas o Rosas (Mallén, provincia de Zaragoza, mayo de 1587-Zaragoza, 18 de octubre de 1654), escritor, poeta, biógrafo e historiador español.
Era hijo del notario de la villa de Mallén, Martín Ezquerra, e Isabel de Blancas, ambos al parecer de ilustre linaje. Estudió en Huesca y Zaragoza y finalmente en Salamanca, donde cursó Cánones y Leyes. Allí tomó el hábito carmelitano descalzo el 20 de mayo de 1609 y terminó sus estudios en Segovia, donde cursó Artes, y, otra vez en Salamanca, Teología y Escrituras. Fue nombrado cronista general de su orden con el deseo de que escribiese una Historia de la Reforma, pero su rigor en cuanto a la documentación histórica le trajo problemas, insidias e incordios, de modo que tardó diez años en completarla hasta 1635, año en que la presentó a censura en su Orden. Los censores le obligaron a reescribirla con cambios y supresiones. Pero fray Jerónimo la publicó tal cual y ello le valió perder el cargo y que todos los ejemplares de la misma se recogieran. Biografió a San Juan de la Cruz en Dibuxo del Venerable varón Fray Joan de la Cruz (1629) y completó una versión más extensa hacia 1638, cuando pidió permiso para publicarla con el título de Vida de San Juan de la Cruz, que terminó por imprimirse en 1641 con el título Historia del venerable padre fray Juan de la Cruz (Madrid: Diego Díaz de la Carrera, 1641) dividido en siete "Partes": su nacimiento en Fontiveros, su traslado a Arévalo y establecimiento en Medina del Campo, la fundación en Duruelo del primer convento de carmelitas descalzos en 1568 hasta que le prenden en Ávila, su apresamiento y cárcel en Toledo, donde escribió el Cántico, su viaje a Andalucía y paso por Almodóvar del Campo, su estancia en Beas de Segura, donde escribe la Noche Oscura, y su estancia y fundación del convento de Baeza. Además, editó en 1630 los Escritos del santo, incluyendo una primicia editorial: la Declaración de las canciones que tratan del ejercicio de amor entre el alma y el esposo Cristo, a la que cambió el título por otro, que conserva en todas las ediciones desde entonces: Cántico espiritual entre el alma y Cristo, su esposo. Con estas obras su orden no le dejó ni corregir las pruebas, de forma que contienen muchas alteraciones. Fue prior del convento de Gerona por poco tiempo y al fin, desde 1641, se estableció en Zaragoza, en el convento de San José, en el que pasó la mayor parte de sus últimos años. Allí amistó con los poetas hermanos Bartolomé Leonardo y Lupercio de Argensola y los eruditos Lastanosa, Tamayo de Vargas, Ramírez de Prado, Pellicer de Salas y especialmente con el cronista Juan Francisco Andrés de Ustarroz, entre otros. 
Compuso una Historia de la orden reformada del Carmen de la que solo se publicó el primer volumen (1637). Es conocido sobre todo por Genio de la historia (1651), obra publicada gracias al mecenazgo de Martín Abarca de Bolea, marqués de Torres, donde advierte las condiciones que debe reunir el historiador, entre ellas que no sea contemporáneo de los sucesos que narra para distanciarse y libertarse de los asuntos que piensa ver y sepa y pueda señalarles el lugar que les conviene y examinarlos bajo todos aspectos con ánimo libre de afición y de temor. Parte de sus poemas se reunió y publicó en 1876 y muestran seguir el modelo que ofrecía Lope de Vega; su temática es varia: religiosa, de circunstancias, una égloga de tono garcilasiano y sátiras como Disparates de religiosos imperfectos. Permanece inédita su Historia del Pilar y numerosos otros escritos de diverso carácter: históricos, ascéticos, escriturísticos, etc.